# 比尔斯环形山
比尔斯环形山（Beals）是位于月球正面东侧边沿的一座大撞击坑，其名称取自加拿大天文学家卡莱尔·史密斯·比尔斯（1899年-1979年），1982年被国际天文学联合会正式接受。

## 描述

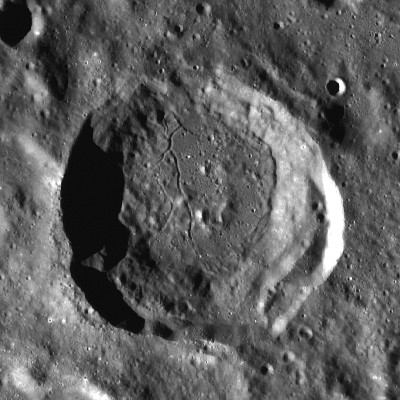
月球勘测轨道飞行器拍摄的图像

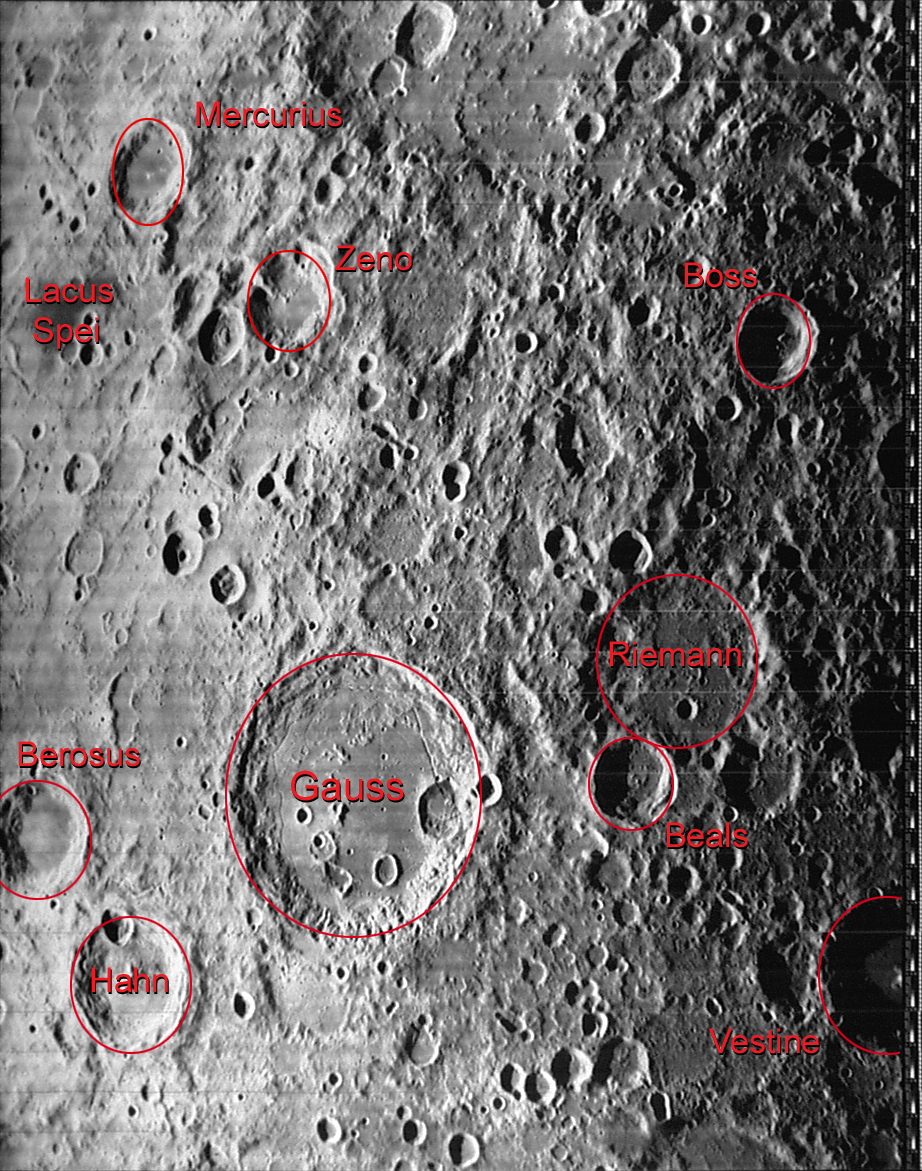
比尔斯环形山的周边，月球轨道器4号拍摄。

该陨坑西面坐落了巨大的高斯环形山、东北部分切入进黎曼环形山的西南壁，古老破损的维斯廷环形山则位于它的西南面
。从地球上只能看到它的侧面，对它的最佳观察时机是在月球摄动期间。
该陨坑中心月面坐标为37°07′N 86°35′E / 37.11°N 86.58°E，直径52.61公里，
深约2.83公里。
比尔斯环形山略显磨损，但沿边缘并未覆盖明显的撞击坑，与黎曼环形山相交的东北偏北侧内壁狭窄陡峭，南段边缘有些不规则。它的坑壁最大高出周边地形1150米，内部容积约为2250.32立方千米。坑内中心点附近分布有一些低矮狭长的山脊。
在1982年被国际天文学联合会正式命名前，该陨坑曾被称作卫星坑黎曼 A（即卫星坑标记法：以所靠近的主坑名+字母来命名），也被称为第110号月坑。

## 另请参阅
- Andersson, L. E.; Whitaker, E. A. . NASA RP-1097. 1982.
- Blue, Jennifer. . USGS. July 25, 2007  [2007-08-05]. （原始内容存档于2019-12-13）.
- Bussey, B.; Spudis, P. . New York: Cambridge University Press. 2004. ISBN 978-0-521-81528-4.
- Cocks, Elijah E.; Cocks, Josiah C. . Tudor Publishers. 1995. ISBN 978-0-936389-27-1.
- McDowell, Jonathan. . Jonathan's Space Report. July 15, 2007  [2007-10-24]. （原始内容存档于2019-06-21）.
- Menzel, D. H.; Minnaert, M.; Levin, B.; Dollfus, A.; Bell, B. . Space Science Reviews. 1971, 12 (2): 136–186. Bibcode:1971SSRv...12..136M. doi:10.1007/BF00171763.
- Moore, Patrick. . Sterling Publishing Co. 2001. ISBN 978-0-304-35469-6.
- Price, Fred W. . Cambridge University Press. 1988. ISBN 978-0-521-33500-3.
- Rükl, Antonín. . Kalmbach Books. 1990. ISBN 978-0-913135-17-4.
- Webb, Rev. T. W.  6th revised. Dover. 1962. ISBN 978-0-486-20917-3.
- Whitaker, Ewen A. . Cambridge University Press. 1999. ISBN 978-0-521-62248-6.
- Wlasuk, Peter T. . Springer. 2000. ISBN 978-1-85233-193-1.